# Paul Liang Jiansen

Wappen von Paul Liang Jian Sen

Paul Liang Jiansen (* 6. Mai 1964) ist chinesischer römisch-katholischer Priester. Er ist Bischof von Jiangmen.

## Leben
Paul Liang Jiansen empfing 1985 das Sakrament der Taufe und studierte am Priesterseminar in Wuhan und empfing 1991 die Priesterweihe. Seit dem Jahre 2000 war er Generalvikar des Bistums Jiangmen. Er wurde im November 2009 in gegenseitigem Einvernehmen der staatlichen Chinesischen Katholisch-Patriotische Vereinigung und Papst Benedikt XVI. zum Bischof des seit 2007 vakanten Bistums Jiangmen mit Sitz in Jiangmen, einer bezirksfreien Stadt in der südchinesischen Provinz Guangdong ernannt.
Paul Liang Jiansen empfing am 30. März 2011 in der Kathedrale von Jiangmen die Bischofsweihe durch Erzbischof Joseph Gan Junqiu.